# Gunnar Höjer
Gunnar Fredrik Höjer (Norrköping, 1875. január 27. – Haparanda, 1936. március 13.) olimpiai bajnok svéd tornász.
Részt vett az 1908. évi nyári olimpiai játékokon, és tornában csapat összetettben aranyérmes lett.
Klubcsapata a Stockholms GF volt.